# Mikkjal T. Hentze
Mikkjal Theodor Hentze (født 8. december 1986) er en færøsk fodboldspiller, som tidligere har spillet i Danmarksserien for Frederikshavn FI. Han har spillet for det færøske U19-landshold og været til prøvetræning i hollandske PSV Eindhoven. Han har derudover tidligere spillet for den færøske klub B71.
Han blev i 2007 kåret som årets collegeelev på fodboldlinjen på Nordjyllands Sportscollege.
Fra 2012-16 spillede Mikkjal på højt niveau i hovedstadsklubben AB Argir
 Der er for få eller ingen kildehenvisninger i denne artikel, hvilket er et problem. Du kan hjælpe ved at angive troværdige kilder til de påstande, som fremføres i artiklen.